# Seznam sídel v Chorvatsku, G
Toto je seznam sídel v Chorvatsku začínajících na písmeno G.
| Název                        | Typ     | Župa                     | Město/ opčina        | Počet obyvatel (2001/2011) |
| ---------------------------- | ------- | ------------------------ | -------------------- | -------------------------- |
| Gabajeva Greda               | vesnice | Koprivnicko-križevecká   | Hlebine              | 149                        |
| Gaber                        | vesnice | Krapinsko-zagorská       | Desinić              | 144                        |
| Gabonjin                     | vesnice | Přímořsko-gorskokotarská | Dobrinj              | 177                        |
| Gaboš                        | vesnice | Vukovarsko-sremská       | Markušica            | 613                        |
| Gabrili                      | vesnice | Dubrovnicko-neretvanská  | Konavle              | 210                        |
| Gabrilovac                   | vesnice | Osijecko-baranjská       | Đurđenovac           | 65                         |
| Gabrovec                     | vesnice | Krapinsko-zagorská       | Pregrada             | 74                         |
| Gaćelezi                     | vesnice | Šibenicko-kninská        | Vodice               | 216                        |
| Gačeša Selo                  | vesnice | Karlovacká               | Vojnić               | 74                         |
| Gaćeško Selo                 | vesnice | Karlovacká               | Barilović            | 6                          |
| Gačice                       | vesnice | Varaždinská              | Ivanec               | 387                        |
| Gaćište                      | vesnice | Viroviticko-podrávská    | Suhopolje            | 280                        |
| Gage                         | vesnice | Sisacko-moslavinská      | Dvor                 | 58                         |
| Gaj                          | vesnice | Záhřebská                | Vrbovec              | 418                        |
| Gaj                          | vesnice | Požežsko-slavonská       | Lipik                | 324                        |
| Gajac                        | vesnice | Licko-senjská            | Novalja              | 56                         |
| Gajana                       | vesnice | Istrijská                | Vodnjan              | 144                        |
| Gajec                        | vesnice | Město Záhřeb             | Sesvete              | 311                        |
| Gajić                        | vesnice | Osijecko-baranjská       | Draž                 | 294                        |
| Gajine                       | vesnice | Licko-senjská            | Donji Lapac          | 71                         |
| Gala                         | vesnice | Splitsko-dalmatská       | Otok Dalmatinski     | 1 016                      |
| Galezova Draga               | vesnice | Karlovacká               | Ozalj                | 25                         |
| Galgovo                      | vesnice | Záhřebská                | Samobor              | 685                        |
| Galin                        | vesnice | Karlovacká               | Ozalj                | 7                          |
| Galižana                     | vesnice | Istrijská                | Vodnjan              | 1 349                      |
| Galovac                      | opčina  | Zadarská                 | Galovac              | 1 234                      |
| Galovac                      | vesnice | Bjelovarsko-bilogorská   | Bjelovar             | 508                        |
| Galovec                      | vesnice | Krapinsko-zagorská       | Konjščina            | 122                        |
| Galovec Začretski            | vesnice | Krapinsko-zagorská       | Sveti Križ Začretje  | 310                        |
| Galović Selo                 | vesnice | Karlovacká               | Duga Resa            | 85                         |
| Gambetići                    | vesnice | Istrijská                | Višnjan              | 15                         |
| Gamboci                      | vesnice | Istrijská                | Buje                 | 101                        |
| Garbina                      | vesnice | Istrijská                | Poreč                | 68                         |
| Garčin                       | opčina  | Brodsko-posávská         | Garčin               | 1 039                      |
| Gardinovec                   | vesnice | Mezimuřská               | Belica               | 898                        |
| Gardun                       | vesnice | Splitsko-dalmatská       | Trilj                | 120                        |
| Garešnica                    | město   | Bjelovarsko-bilogorská   | Garešnica            | 3 784                      |
| Garešnički Brestovac         | vesnice | Bjelovarsko-bilogorská   | Garešnica            | 1 007                      |
| Garica                       | vesnice | Přímořsko-gorskokotarská | Vrbnik               | 149                        |
| Garjak                       | vesnice | Splitsko-dalmatská       | Vrlika               | 87                         |
| Gašinci                      | vesnice | Osijecko-baranjská       | Satnica Đakovačka    | 883                        |
| Gašparci                     | vesnice | Přímořsko-gorskokotarská | Delnice              | 15                         |
| Gat                          | vesnice | Osijecko-baranjská       | Belišće              | 705                        |
| Gata                         | vesnice | Splitsko-dalmatská       | Omiš                 | 596                        |
| Gazije                       | vesnice | Osijecko-baranjská       | Feričanci            | 53                         |
| Gdinj                        | vesnice | Splitsko-dalmatská       | Jelsa                | 119                        |
| Gečkovec                     | vesnice | Varaždinská              | Ivanec               | 119                        |
| Gedići                       | vesnice | Istrijská                | Tar-Vabriga          | 68                         |
| Gejkovac                     | vesnice | Karlovacká               | Vojnić               | 211                        |
| Generalski Stol              | opčina  | Karlovacká               | Generalski Stol      | 650                        |
| Gerovo                       | vesnice | Přímořsko-gorskokotarská | Čabar                | 693                        |
| Gerovo Tounjsko              | vesnice | Karlovacká               | Tounj                | 71                         |
| Gerovski Kraj                | vesnice | Přímořsko-gorskokotarská | Čabar                | 95                         |
| Gezinci                      | vesnice | Osijecko-baranjská       | Podravska Moslavina  | 33                         |
| Giletinci                    | vesnice | Brodsko-posávská         | Cernik               | 268                        |
| Gizdavac                     | vesnice | Splitsko-dalmatská       | Muć                  | 127                        |
| Gladovec Kravarski           | vesnice | Záhřebská                | Kravarsko            | 212                        |
| Gladovec Pokupski            | vesnice | Záhřebská                | Pokupsko             | 152                        |
| Glavace                      | vesnice | Licko-senjská            | Otočac               | 24                         |
| Glavani                      | vesnice | Istrijská                | Tar-Vabriga          | 87                         |
| Glavat                       | vesnice | Dubrovnicko-neretvanská  | Lastovo              | 0                          |
| Glavica                      | vesnice | Zadarská                 | Sukošan              | 185                        |
| Glavica                      | vesnice | Karlovacká               | Bosiljevo            | 27                         |
| Glavica                      | vesnice | Požežsko-slavonská       | Pakrac               | 12                         |
| Glavice                      | vesnice | Splitsko-dalmatská       | Sinj                 | 3 876                      |
| Glavičani                    | vesnice | Sisacko-moslavinská      | Dvor                 | 26                         |
| Glavina Donja                | vesnice | Splitsko-dalmatská       | Imotski              | 1 748                      |
| Glavina Gornja               | vesnice | Splitsko-dalmatská       | Imotski              | 283                        |
| Glavnica Donja               | vesnice | Město Záhřeb             | Sesvete              | 544                        |
| Glavnica Gornja              | vesnice | Město Záhřeb             | Sesvete              | 226                        |
| Glavničica                   | vesnice | Město Záhřeb             | Sesvete              | 229                        |
| Glibodol                     | vesnice | Licko-senjská            | Brinje               | 41                         |
| Glina                        | město   | Sisacko-moslavinská      | Glina                | 4 680                      |
| Glinice                      | vesnice | Karlovacká               | Cetingrad            | 67                         |
| Glinska Poljana              | vesnice | Sisacko-moslavinská      | Petrinja             | 172                        |
| Glinsko Vrelo                | vesnice | Karlovacká               | Slunj                | 43                         |
| Globočec                     | vesnice | Krapinsko-zagorská       | Marija Bistrica      | 619                        |
| Globočec Ludbreški           | vesnice | Varaždinská              | Ludbreg              | 491                        |
| Glogovac                     | vesnice | Koprivnicko-križevecká   | Koprivnički Bregi    | 924                        |
| Glogovec Zagorski            | vesnice | Krapinsko-zagorská       | Tuhelj               | 104                        |
| Glogovica                    | vesnice | Brodsko-posávská         | Podcrkavlje          | 214                        |
| Glogovo                      | vesnice | Zadarská                 | Gračac               | 11                         |
| Glušci                       | vesnice | Dubrovnicko-neretvanská  | Metković             | 65                         |
| Glušinja                     | vesnice | Záhřebská                | Žumberak             | 25                         |
| Gljev                        | vesnice | Splitsko-dalmatská       | Sinj                 | 363                        |
| Gnojnice                     | vesnice | Karlovacká               | Cetingrad            | 47                         |
| Godinjak                     | vesnice | Brodsko-posávská         | Staro Petrovo Selo   | 664                        |
| Gojanec                      | vesnice | Varaždinská              | Varaždin             | 603                        |
| Gojkovac                     | vesnice | Karlovacká               | Cetingrad            | 20                         |
| Gojlo                        | vesnice | Sisacko-moslavinská      | Kutina               | 449                        |
| Gola                         | opčina  | Koprivnicko-križevecká   | Gola                 | 995                        |
| Golaš                        | vesnice | Istrijská                | Bale                 | 92                         |
| Golenić                      | vesnice | Viroviticko-podrávská    | Slatina              | 35                         |
| Goleši Žumberački            | vesnice | Karlovacká               | Ozalj                | 4                          |
| Goli Breg                    | vesnice | Město Záhřeb             | Brezovica            | 406                        |
| Goli Vrh                     | vesnice | Záhřebská                | Klinča Sela          | 274                        |
| Goli Vrh                     | vesnice | Záhřebská                | Rakovec              | 54                         |
| Goli Vrh Netretićki          | vesnice | Karlovacká               | Netretić             | 16                         |
| Goli Vrh Ozaljski            | vesnice | Karlovacká               | Ozalj                | 4                          |
| Golik                        | vesnice | Přímořsko-gorskokotarská | Delnice              | 15                         |
| Goliki                       | vesnice | Přímořsko-gorskokotarská | Brod Moravice        | 0                          |
| Golinci                      | vesnice | Osijecko-baranjská       | Donji Miholjac       | 431                        |
| Golinja                      | vesnice | Sisacko-moslavinská      | Gvozd                | 65                         |
| Golo Brdo                    | vesnice | Viroviticko-podrávská    | Virovitica           | 366                        |
| Golo Brdo                    | vesnice | Požežsko-slavonská       | Pakrac               | 345                        |
| Golobrdac                    | vesnice | Brodsko-posávská         | Cernik               | 0                          |
| Golobrdci                    | vesnice | Požežsko-slavonská       | Požega               | 332                        |
| Gologorica                   | vesnice | Istrijská                | Cerovlje             | 274                        |
| Gologorički Dol              | vesnice | Istrijská                | Cerovlje             | 84                         |
| Golovik                      | vesnice | Přímořsko-gorskokotarská | Mošćenička Draga     | 80                         |
| Golubić                      | vesnice | Šibenicko-kninská        | Knin                 | 1 029                      |
| Golubić                      | vesnice | Zadarská                 | Obrovac              | 132                        |
| Golubići                     | vesnice | Istrijská                | Oprtalj              | 33                         |
| Golubići                     | vesnice | Záhřebská                | Samobor              | 17                         |
| Golubinjak                   | vesnice | Bjelovarsko-bilogorská   | Dežanovac            | 218                        |
| Golubovac Divuški            | vesnice | Sisacko-moslavinská      | Dvor                 | 104                        |
| Goljak                       | vesnice | Záhřebská                | Jastrebarsko         | 84                         |
| Goljak Klanječki             | vesnice | Krapinsko-zagorská       | Klanjec              | 104                        |
| Gomirje                      | vesnice | Přímořsko-gorskokotarská | Vrbovsko             | 435                        |
| Gondolići                    | vesnice | Istrijská                | Labin                | 63                         |
| Gonjeva                      | vesnice | Záhřebská                | Klinča Sela          | 52                         |
| Gora                         | vesnice | Sisacko-moslavinská      | Petrinja             | 287                        |
| Gora Glušići                 | vesnice | Istrijská                | Labin                | 30                         |
| Gora Košnička                | vesnice | Krapinsko-zagorská       | Desinić              | 116                        |
| Gora Veternička              | vesnice | Krapinsko-zagorská       | Novi Golubovec       | 283                        |
| Gorači                       | vesnice | Přímořsko-gorskokotarská | Čabar                | 101                        |
| Goranec                      | vesnice | Město Záhřeb             | Sesvete              | 449                        |
| Goranec                      | vesnice | Varaždinská              | Klenovnik            | 40                         |
| Gorani                       | vesnice | Přímořsko-gorskokotarská | Skrad                | 0                          |
| Gorenci                      | vesnice | Přímořsko-gorskokotarská | Vrbovsko             | 44                         |
| Gorica                       | vesnice | Zadarská                 | Sukošan              | 671                        |
| Gorica                       | vesnice | Koprivnicko-križevecká   | Rasinja              | 138                        |
| Gorica                       | vesnice | Istrijská                | Barban               | 120                        |
| Gorica                       | vesnice | Zadarská                 | Pag                  | 90                         |
| Gorica                       | vesnice | Karlovacká               | Duga Resa            | 66                         |
| Gorica Jamnička              | vesnice | Záhřebská                | Pisarovina           | 126                        |
| Gorica Lipnička              | vesnice | Karlovacká               | Ribnik               | 22                         |
| Gorica Miholečka             | vesnice | Koprivnicko-križevecká   | Sveti Petar Orehovec | 52                         |
| Gorica Skradska              | vesnice | Přímořsko-gorskokotarská | Skrad                | 3                          |
| Gorica Svetojanska           | vesnice | Záhřebská                | Jastrebarsko         | 137                        |
| Gorica Valpovačka            | vesnice | Osijecko-baranjská       | Belišće              | 165                        |
| Gorice                       | vesnice | Brodsko-posávská         | Dragalić             | 175                        |
| Gorice                       | vesnice | Šibenicko-kninská        | Skradin              | 27                         |
| Goričan                      | opčina  | Mezimuřská               | Goričan              | 3 148                      |
| Goričanec                    | vesnice | Záhřebská                | Sveti Ivan Zelina    | 72                         |
| Goričanovec                  | vesnice | Krapinsko-zagorská       | Đurmanec             | 298                        |
| Goričica                     | vesnice | Záhřebská                | Sveti Ivan Zelina    | 323                        |
| Goričice Dobranske           | vesnice | Karlovacká               | Generalski Stol      | 63                         |
| Gorička                      | vesnice | Sisacko-moslavinská      | Dvor                 | 107                        |
| Goričko                      | vesnice | Koprivnicko-križevecká   | Koprivnički Ivanec   | 141                        |
| Gorići                       | vesnice | Licko-senjská            | Otočac               | 25                         |
| Gorinci                      | vesnice | Karlovacká               | Generalski Stol      | 115                        |
| Goriš                        | vesnice | Šibenicko-kninská        | Šibenik              | 147                        |
| Gorjakovo                    | vesnice | Krapinsko-zagorská       | Pregrada             | 391                        |
| Gorjani                      | opčina  | Osijecko-baranjská       | Gorjani              | 1 008                      |
| Gorjani Sutinski             | vesnice | Krapinsko-zagorská       | Radoboj              | 189                        |
| Gorkovec                     | vesnice | Krapinsko-zagorská       | Klanjec              | 27                         |
| Gorniki Vivodinski           | vesnice | Karlovacká               | Ozalj                | 47                         |
| Gornja Bačuga                | vesnice | Sisacko-moslavinská      | Petrinja             | 83                         |
| Gornja Batina                | vesnice | Krapinsko-zagorská       | Zlatar               | 260                        |
| Gornja Bebrina               | vesnice | Brodsko-posávská         | Klakar               | 487                        |
| Gornja Bistra                | vesnice | Záhřebská                | Bistra               | 1 629                      |
| Gornja Brckovčina            | vesnice | Koprivnicko-križevecká   | Križevci             | 160                        |
| Gornja Brela                 | vesnice | Splitsko-dalmatská       | Brela                | 128                        |
| Gornja Brusovača             | vesnice | Karlovacká               | Vojnić               | 41                         |
| Gornja Bučica                | vesnice | Sisacko-moslavinská      | Glina                | 228                        |
| Gornja Čemernica             | vesnice | Sisacko-moslavinská      | Gvozd                | 232                        |
| Gornja Dobra                 | vesnice | Přímořsko-gorskokotarská | Skrad                | 39                         |
| Gornja Drenova               | vesnice | Záhřebská                | Sveti Ivan Zelina    | 374                        |
| Gornja Dubrava               | vesnice | Mezimuřská               | Gornji Mihaljevec    | 252                        |
| Gornja Garešnica             | vesnice | Bjelovarsko-bilogorská   | Berek                | 157                        |
| Gornja Glina                 | vesnice | Karlovacká               | Slunj                | 144                        |
| Gornja Glogovnica            | vesnice | Koprivnicko-križevecká   | Križevci             | 115                        |
| Gornja Gračenica             | vesnice | Sisacko-moslavinská      | Popovača             | 971                        |
| Gornja Greda                 | vesnice | Záhřebská                | Brckovljani          | 586                        |
| Gornja Jagodnja              | vesnice | Zadarská                 | Polača               | 85                         |
| Gornja Jelenska              | vesnice | Sisacko-moslavinská      | Popovača             | 887                        |
| Gornja Konjščina             | vesnice | Krapinsko-zagorská       | Konjščina            | 149                        |
| Gornja Kovačica              | vesnice | Bjelovarsko-bilogorská   | Veliki Grđevac       | 290                        |
| Gornja Krašićevica           | vesnice | Přímořsko-gorskokotarská | Delnice              | 2                          |
| Gornja Kupčina               | vesnice | Záhřebská                | Jastrebarsko         | 195                        |
| Gornja Lamana Draga          | vesnice | Přímořsko-gorskokotarská | Brod Moravice        | 0                          |
| Gornja Letina                | vesnice | Sisacko-moslavinská      | Sunja                | 106                        |
| Gornja Lomnica               | vesnice | Záhřebská                | Velika Gorica        | 580                        |
| Gornja Meminska              | vesnice | Sisacko-moslavinská      | Majur                | 13                         |
| Gornja Mlinoga               | vesnice | Sisacko-moslavinská      | Petrinja             | 33                         |
| Gornja Močila                | vesnice | Karlovacká               | Rakovica             | 8                          |
| Gornja Motičina              | vesnice | Osijecko-baranjská       | Donja Motičina       | 47                         |
| Gornja Nugla                 | vesnice | Istrijská                | Buzet                | 76                         |
| Gornja Obreška               | vesnice | Záhřebská                | Kloštar Ivanić       | 106                        |
| Gornja Obrijež               | vesnice | Požežsko-slavonská       | Pakrac               | 81                         |
| Gornja Oraovica              | vesnice | Sisacko-moslavinská      | Dvor                 | 37                         |
| Gornja Pačetina              | vesnice | Krapinsko-zagorská       | Krapina              | 444                        |
| Gornja Pastuša               | vesnice | Sisacko-moslavinská      | Petrinja             | 32                         |
| Gornja Petrička              | vesnice | Brodsko-posávská         | Ivanska              | 104                        |
| Gornja Pištana               | vesnice | Viroviticko-podrávská    | Orahovica            | 13                         |
| Gornja Plemenšćina           | vesnice | Krapinsko-zagorská       | Pregrada             | 316                        |
| Gornja Ploča                 | vesnice | Licko-senjská            | Lovinac              | 45                         |
| Gornja Ploščica              | vesnice | Bjelovarsko-bilogorská   | Velika Trnovitica    | 42                         |
| Gornja Podgora               | vesnice | Krapinsko-zagorská       | Donja Stubica        | 316                        |
| Gornja Poljana               | vesnice | Varaždinská              | Varaždinske Toplice  | 287                        |
| Gornja Purgarija             | vesnice | Záhřebská                | Klinča Sela          | 89                         |
| Gornja Pušća                 | vesnice | Záhřebská                | Pušća                | 549                        |
| Gornja Rašenica              | vesnice | Bjelovarsko-bilogorská   | Grubišno Polje       | 115                        |
| Gornja Reka                  | vesnice | Záhřebská                | Jastrebarsko         | 324                        |
| Gornja Rijeka                | opčina  | Koprivnicko-križevecká   | Gornja Rijeka        | 383                        |
| Gornja Selnica               | vesnice | Krapinsko-zagorská       | Zlatar               | 246                        |
| Gornja Stranica              | vesnice | Karlovacká               | Ribnik               | 3                          |
| Gornja Stubica               | opčina  | Krapinsko-zagorská       | Gornja Stubica       | 862                        |
| Gornja Stupnica              | vesnice | Sisacko-moslavinská      | Dvor                 | 55                         |
| Gornja Suvaja                | vesnice | Zadarská                 | Gračac               | 36                         |
| Gornja Šemnica               | vesnice | Krapinsko-zagorská       | Radoboj              | 621                        |
| Gornja Šumetlica             | vesnice | Požežsko-slavonská       | Pakrac               | 65                         |
| Gornja Šušnjara              | vesnice | Bjelovarsko-bilogorská   | Štefanje             | 48                         |
| Gornja Topličica             | vesnice | Záhřebská                | Sveti Ivan Zelina    | 121                        |
| Gornja Trebinja              | vesnice | Karlovacká               | Karlovac             | 236                        |
| Gornja Trnovitica            | vesnice | Bjelovarsko-bilogorská   | Velika Trnovitica    | 71                         |
| Gornja Trstenica             | vesnice | Sisacko-moslavinská      | Glina                | 102                        |
| Gornja Vas                   | vesnice | Záhřebská                | Samobor              | 42                         |
| Gornja Velešnja              | vesnice | Sisacko-moslavinská      | Donji Kukuruzari     | 73                         |
| Gornja Velika                | vesnice | Koprivnicko-križevecká   | Sokolovac            | 110                        |
| Gornja Velika                | vesnice | Záhřebská                | Preseka              | 82                         |
| Gornja Visočka               | vesnice | Karlovacká               | Slunj                | 16                         |
| Gornja Višnjica              | vesnice | Varaždinská              | Lepoglava            | 320                        |
| Gornja Vlahinička            | vesnice | Sisacko-moslavinská      | Velika Ludina        | 327                        |
| Gornja Voća                  | vesnice | Varaždinská              | Donja Voća           | 688                        |
| Gornja Vrba                  | opčina  | Brodsko-posávská         | Gornja Vrba          | 1 814                      |
| Gornja Vrijeska              | vesnice | Bjelovarsko-bilogorská   | Đulovac              | 31                         |
| Gornja Vrućica               | vesnice | Dubrovnicko-neretvanská  | Trpanj               | 62                         |
| Gornja Zdenčina              | vesnice | Záhřebská                | Klinča Sela          | 171                        |
| Gornja Žrvnica               | vesnice | Karlovacká               | Cetingrad            | 2                          |
| Gornjaki                     | vesnice | Krapinsko-zagorská       | Hrašćina             | 159                        |
| Gornjaki                     | vesnice | Záhřebská                | Preseka              | 57                         |
| Gornje Bazje                 | vesnice | Viroviticko-podrávská    | Lukač                | 570                        |
| Gornje Biljane               | vesnice | Zadarská                 | Benkovac             | 170                        |
| Gornje Brezno                | vesnice | Krapinsko-zagorská       | Hum na Sutli         | 331                        |
| Gornje Bukovlje              | vesnice | Karlovacká               | Generalski Stol      | 267                        |
| Gornje Ceranje               | vesnice | Zadarská                 | Benkovac             | 62                         |
| Gornje Cjepidlake            | vesnice | Bjelovarsko-bilogorská   | Đulovac              | 60                         |
| Gornje Dubrave               | vesnice | Karlovacká               | Ogulin               | 119                        |
| Gornje Dvorišće              | vesnice | Záhřebská                | Brckovljani          | 335                        |
| Gornje Gnojnice              | vesnice | Karlovacká               | Cetingrad            | 47                         |
| Gornje Igrane                | vesnice | Splitsko-dalmatská       | Podgora              | 3                          |
| Gornje Jame                  | vesnice | Sisacko-moslavinská      | Glina                | 0                          |
| Gornje Jesenje               | vesnice | Krapinsko-zagorská       | Jesenje              | 772                        |
| Gornje Komarevo              | vesnice | Sisacko-moslavinská      | Sisak                | 471                        |
| Gornje Kusonje               | vesnice | Viroviticko-podrávská    | Voćin                | 36                         |
| Gornje Ladanje               | vesnice | Varaždinská              | Vinica               | 1 013                      |
| Gornje Makojišće             | vesnice | Varaždinská              | Novi Marof           | 389                        |
| Gornje Mokrice               | vesnice | Sisacko-moslavinská      | Petrinja             | 102                        |
| Gornje Mrzlo Polje Mrežničko | vesnice | Karlovacká               | Duga Resa            | 651                        |
| Gornje Obuljeno              | vesnice | Dubrovnicko-neretvanská  | Dubrovnik            | 124                        |
| Gornje Ogorje                | vesnice | Splitsko-dalmatská       | Muć                  | 218                        |
| Gornje Orešje                | vesnice | Záhřebská                | Sveti Ivan Zelina    | 284                        |
| Gornje Planjane              | vesnice | Šibenicko-kninská        | Unešić               | 166                        |
| Gornje Podotočje             | vesnice | Záhřebská                | Velika Gorica        | 491                        |
| Gornje Pokupje               | vesnice | Karlovacká               | Ozalj                | 190                        |
| Gornje Postinje              | vesnice | Splitsko-dalmatská       | Muć                  | 135                        |
| Gornje Predrijevo            | vesnice | Viroviticko-podrávská    | Sopje                | 119                        |
| Gornje Prekrižje             | vesnice | Záhřebská                | Krašić               | 49                         |
| Gornje Prilišće              | vesnice | Karlovacká               | Netretić             | 30                         |
| Gornje Primišlje             | vesnice | Karlovacká               | Slunj                | 13                         |
| Gornje Psarjevo              | vesnice | Záhřebská                | Sveti Ivan Zelina    | 477                        |
| Gornje Raštane               | vesnice | Zadarská                 | Sveti Filip i Jakov  | 456                        |
| Gornje Selište               | vesnice | Sisacko-moslavinská      | Glina                | 70                         |
| Gornje Selo                  | vesnice | Splitsko-dalmatská       | Šolta                | 238                        |
| Gornje Sitno                 | vesnice | Splitsko-dalmatská       | Split                | 392                        |
| Gornje Stative               | vesnice | Karlovacká               | Karlovac             | 447                        |
| Gornje Taborište             | vesnice | Karlovacká               | Slunj                | 227                        |
| Gornje Taborište             | vesnice | Sisacko-moslavinská      | Glina                | 120                        |
| Gornje Tihovo                | vesnice | Přímořsko-gorskokotarská | Delnice              | 5                          |
| Gornje Utore                 | vesnice | Šibenicko-kninská        | Unešić               | 64                         |
| Gornje Viljevo               | vesnice | Viroviticko-podrávská    | Nova Bukovica        | 53                         |
| Gornje Vinovo                | vesnice | Šibenicko-kninská        | Unešić               | 33                         |
| Gornje Vratno                | vesnice | Varaždinská              | Cestica              | 1 132                      |
| Gornje Vrhovine              | vesnice | Licko-senjská            | Vrhovine             | 213                        |
| Gornje Zagorje               | vesnice | Karlovacká               | Ogulin               | 325                        |
| Gornje Zdelice               | vesnice | Bjelovarsko-bilogorská   | Kapela               | 128                        |
| Gornji Andrijevci            | vesnice | Brodsko-posávská         | Sibinj               | 467                        |
| Gornji Babin Potok           | vesnice | Licko-senjská            | Vrhovine             | 72                         |
| Gornji Bitelić               | vesnice | Splitsko-dalmatská       | Hrvace               | 234                        |
| Gornji Bjelovac              | vesnice | Sisacko-moslavinská      | Donji Kukuruzari     | 53                         |
| Gornji Bogićevci             | opčina  | Brodsko-posávská         | Gornji Bogićevci     | 764                        |
| Gornji Borki                 | vesnice | Bjelovarsko-bilogorská   | Sirač                | 15                         |
| Gornji Brgat                 | vesnice | Dubrovnicko-neretvanská  | Župa Dubrovačka      | 199                        |
| Gornji Budački               | vesnice | Karlovacká               | Krnjak               | 31                         |
| Gornji Bukovac Žakanjski     | vesnice | Karlovacká               | Žakanje              | 18                         |
| Gornji Cerovac               | vesnice | Karlovacká               | Slunj                | 94                         |
| Gornji Cerovljani            | vesnice | Sisacko-moslavinská      | Hrvatska Dubica      | 142                        |
| Gornji Crnogovci             | vesnice | Brodsko-posávská         | Staro Petrovo Selo   | 98                         |
| Gornji Čaglić                | vesnice | Požežsko-slavonská       | Lipik                | 19                         |
| Gornji Čehi                  | vesnice | Město Záhřeb             | Novi Zagreb - zapad  | 363                        |
| Gornji Čemehovec             | vesnice | Krapinsko-zagorská       | Kraljevec na Sutli   | 135                        |
| Gornji Daruvar               | vesnice | Bjelovarsko-bilogorská   | Daruvar              | 569                        |
| Gornji Desinec               | vesnice | Záhřebská                | Jastrebarsko         | 552                        |
| Gornji Dobretin              | vesnice | Sisacko-moslavinská      | Dvor                 | 15                         |
| Gornji Dolac                 | vesnice | Splitsko-dalmatská       | Omiš                 | 156                        |
| Gornji Draganec              | vesnice | Bjelovarsko-bilogorská   | Čazma                | 352                        |
| Gornji Dragičevci            | vesnice | Bjelovarsko-bilogorská   | Čazma                | 119                        |
| Gornji Dragonožec            | vesnice | Město Záhřeb             | Brezovica            | 295                        |
| Gornji Dubovec               | vesnice | Koprivnicko-križevecká   | Križevci             | 8                          |
| Gornji Emovci                | vesnice | Požežsko-slavonská       | Požega               | 138                        |
| Gornji Fodrovec              | vesnice | Koprivnicko-križevecká   | Sveti Petar Orehovec | 187                        |
| Gornji Furjan                | vesnice | Karlovacká               | Slunj                | 85                         |
| Gornji Goli Vrh Lipnički     | vesnice | Karlovacká               | Ribnik               | 2                          |
| Gornji Grahovljani           | vesnice | Požežsko-slavonská       | Pakrac               | 8                          |
| Gornji Gučani                | vesnice | Požežsko-slavonská       | Brestovac            | 53                         |
| Gornji Hrastovac             | vesnice | Sisacko-moslavinská      | Majur                | 209                        |
| Gornji Hrašćan               | vesnice | Mezimuřská               | Nedelišće            | 893                        |
| Gornji Hruševec              | vesnice | Záhřebská                | Kravarsko            | 240                        |
| Gornji Humac                 | vesnice | Splitsko-dalmatská       | Pučišća              | 271                        |
| Gornji Jalšovec              | vesnice | Krapinsko-zagorská       | Desinić              | 84                         |
| Gornji Javoranj              | vesnice | Sisacko-moslavinská      | Dvor                 | 62                         |
| Gornji Karin                 | vesnice | Zadarská                 | Obrovac              | 1 125                      |
| Gornji Klasnić               | vesnice | Sisacko-moslavinská      | Glina                | 75                         |
| Gornji Kneginec              | opčina  | Varaždinská              | Gornji Kneginec      | 1 664                      |
| Gornji Koncovčak             | vesnice | Mezimuřská               | Sveti Martin na Muri | 114                        |
| Gornji Kosinj                | vesnice | Licko-senjská            | Perušić              | 192                        |
| Gornji Kraljevec             | vesnice | Mezimuřská               | Vratišinec           | 689                        |
| Gornji Kraljevec             | vesnice | Krapinsko-zagorská       | Hrašćina             | 406                        |
| Gornji Kremen                | vesnice | Karlovacká               | Slunj                | 65                         |
| Gornji Kućan                 | vesnice | Varaždinská              | Varaždin             | 1 118                      |
| Gornji Kukuruzari            | vesnice | Sisacko-moslavinská      | Donji Kukuruzari     | 51                         |
| Gornji Kuršanec              | vesnice | Mezimuřská               | Nedelišće            | 755                        |
| Gornji Kuti                  | vesnice | Přímořsko-gorskokotarská | Brod Moravice        | 42                         |
| Gornji Laduč                 | vesnice | Záhřebská                | Brdovec              | 864                        |
| Gornji Lađevac               | vesnice | Karlovacká               | Slunj                | 58                         |
| Gornji Lapac                 | vesnice | Licko-senjská            | Donji Lapac          | 32                         |
| Gornji Lipovac               | vesnice | Brodsko-posávská         | Nova Kapela          | 88                         |
| Gornji Lipovčani             | vesnice | Bjelovarsko-bilogorská   | Čazma                | 103                        |
| Gornji Lović                 | vesnice | Karlovacká               | Ozalj                | 53                         |
| Gornji Ložac                 | vesnice | Přímořsko-gorskokotarská | Delnice              | 10                         |
| Gornji Macelj                | vesnice | Krapinsko-zagorská       | Đurmanec             | 259                        |
| Gornji Marinkovac            | vesnice | Záhřebská                | Dubrava              | 157                        |
| Gornji Martijanec            | vesnice | Varaždinská              | Martijanec           | 54                         |
| Gornji Maslarac              | vesnice | Koprivnicko-križevecká   | Sokolovac            | 51                         |
| Gornji Meljani               | vesnice | Viroviticko-podrávská    | Voćin                | 12                         |
| Gornji Mihaljevec            | opčina  | Mezimuřská               | Gornji Mihaljevec    | 286                        |
| Gornji Miholjac              | vesnice | Viroviticko-podrávská    | Slatina              | 307                        |
| Gornji Miklouš               | vesnice | Bjelovarsko-bilogorská   | Čazma                | 96                         |
| Gornji Mosti                 | vesnice | Bjelovarsko-bilogorská   | Kapela               | 78                         |
| Gornji Muć                   | vesnice | Splitsko-dalmatská       | Muć                  | 522                        |
| Gornji Nikšić                | vesnice | Karlovacká               | Slunj                | 47                         |
| Gornji Okrug                 | vesnice | Přímořsko-gorskokotarská | Delnice              | 2                          |
| Gornji Oštrc                 | vesnice | Záhřebská                | Žumberak             | 64                         |
| Gornji Oštri Vrh Ozaljski    | vesnice | Karlovacká               | Ozalj                | 9                          |
| Gornji Poličnik              | vesnice | Zadarská                 | Poličnik             | 140                        |
| Gornji Poloj                 | vesnice | Karlovacká               | Barilović            | 0                          |
| Gornji Popovac               | vesnice | Karlovacká               | Slunj                | 181                        |
| Gornji Prnjarovec            | vesnice | Záhřebská                | Križ                 | 66                         |
| Gornji Proložac              | vesnice | Splitsko-dalmatská       | Proložac             | 381                        |
| Gornji Rogolji               | vesnice | Brodsko-posávská         | Okučani              | 26                         |
| Gornji Selkovac              | vesnice | Sisacko-moslavinská      | Glina                | 41                         |
| Gornji Sjeničak              | vesnice | Karlovacká               | Karlovac             | 146                        |
| Gornji Skrad                 | vesnice | Karlovacká               | Krnjak               | 37                         |
| Gornji Slatinik              | vesnice | Brodsko-posávská         | Podcrkavlje          | 90                         |
| Gornji Sređani               | vesnice | Bjelovarsko-bilogorská   | Dežanovac            | 265                        |
| Gornji Stupnik               | vesnice | Záhřebská                | Stupnik              | 1 821                      |
| Gornji Šajn                  | vesnice | Přímořsko-gorskokotarská | Brod Moravice        | 11                         |
| Gornji Šehovac               | vesnice | Přímořsko-gorskokotarská | Brod Moravice        | 0                          |
| Gornji Škrnik                | vesnice | Krapinsko-zagorská       | Zagorska Sela        | 67                         |
| Gornji Štrbci                | vesnice | Licko-senjská            | Donji Lapac          | 4                          |
| Gornji Tkalec                | vesnice | Záhřebská                | Vrbovec              | 218                        |
| Gornji Tomaš                 | vesnice | Bjelovarsko-bilogorská   | Bjelovar             | 95                         |
| Gornji Trpuci                | vesnice | Město Záhřeb             | Brezovica            | 87                         |
| Gornji Turni                 | vesnice | Přímořsko-gorskokotarská | Delnice              | 13                         |
| Gornji Uljanik               | vesnice | Bjelovarsko-bilogorská   | Garešnica            | 130                        |
| Gornji Vaganac               | vesnice | Licko-senjská            | Plitvička Jezera     | 223                        |
| Gornji Varoš                 | vesnice | Brodsko-posávská         | Stara Gradiška       | 258                        |
| Gornji Velemerić             | vesnice | Karlovacká               | Barilović            | 109                        |
| Gornji Viduševac             | vesnice | Sisacko-moslavinská      | Glina                | 504                        |
| Gornji Vinjani               | vesnice | Splitsko-dalmatská       | Imotski              | 1 422                      |
| Gornji Vinkovec              | vesnice | Záhřebská                | Sveti Ivan Zelina    | 68                         |
| Gornji Vrhovci               | vesnice | Požežsko-slavonská       | Velika               | 12                         |
| Gornji Vučkovići             | vesnice | Přímořsko-gorskokotarská | Vrbovsko             | 13                         |
| Gornji Vukojevac             | vesnice | Sisacko-moslavinská      | Lekenik              | 75                         |
| Gornji Vukšići               | vesnice | Přímořsko-gorskokotarská | Vrbovsko             | 0                          |
| Gornji Vukšinac              | vesnice | Záhřebská                | Dubrava              | 146                        |
| Gornji Zagon                 | vesnice | Přímořsko-gorskokotarská | Novi Vinodolski      | 7                          |
| Gornji Zbilj                 | vesnice | Krapinsko-zagorská       | Desinić              | 56                         |
| Gornji Zebanec               | vesnice | Mezimuřská               | Selnica              | 234                        |
| Gornji Zvečaj                | vesnice | Karlovacká               | Generalski Stol      | 191                        |
| Gornji Žagari                | vesnice | Přímořsko-gorskokotarská | Čabar                | 83                         |
| Gornji Žirovac               | vesnice | Sisacko-moslavinská      | Dvor                 | 19                         |
| Goršćaki                     | vesnice | Karlovacká               | Karlovac             | 139                        |
| Goršćaki Ozaljski            | vesnice | Karlovacká               | Ozalj                | 15                         |
| Goršeti                      | vesnice | Přímořsko-gorskokotarská | Brod Moravice        | 2                          |
| Goruševnjak                  | vesnice | Varaždinská              | Vinica               | 79                         |
| Gospić                       | město   | Licko-senjská            | Gospić               | 6 575                      |
| Gostenje                     | vesnice | Krapinsko-zagorská       | Desinić              | 96                         |
| Gostinjac                    | vesnice | Přímořsko-gorskokotarská | Dobrinj              | 81                         |
| Gostović                     | vesnice | Záhřebská                | Vrbovec              | 152                        |
| Gošić                        | vesnice | Šibenicko-kninská        | Kistanje             | 46                         |
| Gotalovec                    | vesnice | Krapinsko-zagorská       | Budinščina           | 187                        |
| Gotalovo                     | vesnice | Koprivnicko-križevecká   | Gola                 | 404                        |
| Goveđari                     | vesnice | Dubrovnicko-neretvanská  | Mljet                | 165                        |
| Goveđe Polje                 | vesnice | Bjelovarsko-bilogorská   | Dežanovac            | 100                        |
| Grab                         | vesnice | Splitsko-dalmatská       | Trilj                | 687                        |
| Grab                         | vesnice | Zadarská                 | Gračac               | 78                         |
| Grabarak                     | vesnice | Záhřebská                | Jastrebarsko         | 0                          |
| Grabarje                     | vesnice | Požežsko-slavonská       | Kutjevo              | 490                        |
| Grabarje                     | vesnice | Brodsko-posávská         | Podcrkavlje          | 286                        |
| Grabarska                    | vesnice | Karlovacká               | Cetingrad            | 154                        |
| Grabe                        | vesnice | Krapinsko-zagorská       | Bedekovčina          | 444                        |
| Graberanec                   | vesnice | Záhřebská                | Vrbovec              | 1                          |
| Graberec                     | vesnice | Záhřebská                | Dubrava              | 226                        |
| Graberje                     | vesnice | Sisacko-moslavinská      | Petrinja             | 187                        |
| Graberje Ivaničko            | vesnice | Záhřebská                | Ivanić Grad          | 618                        |
| Graberšćak                   | vesnice | Záhřebská                | Vrbovec              | 88                         |
| Grabić                       | vesnice | Viroviticko-podrávská    | Sopje                | 145                        |
| Grabik                       | vesnice | Bjelovarsko-bilogorská   | Čazma                | 57                         |
| Graboštani                   | vesnice | Sisacko-moslavinská      | Majur                | 171                        |
| Grabovac                     | vesnice | Osijecko-baranjská       | Čeminac              | 895                        |
| Grabovac                     | vesnice | Splitsko-dalmatská       | Šestanovac           | 566                        |
| Grabovac                     | vesnice | Karlovacká               | Rakovica             | 241                        |
| Grabovac Banski              | vesnice | Sisacko-moslavinská      | Petrinja             | 223                        |
| Grabovac Krnjački            | vesnice | Karlovacká               | Krnjak               | 129                        |
| Grabovac Vojnićki            | vesnice | Karlovacká               | Krnjak               | 97                         |
| Grabovci                     | vesnice | Šibenicko-kninská        | Vodice               | 87                         |
| Grabovica                    | vesnice | Sisacko-moslavinská      | Dvor                 | 43                         |
| Grabovnica                   | vesnice | Bjelovarsko-bilogorská   | Čazma                | 379                        |
| Grabovo                      | vesnice | Vukovarsko-sremská       | Vukovar              | 47                         |
| Grabovo                      | vesnice | Vukovarsko-sremská       | Tompojevci           | 0                          |
| Grabričina                   | vesnice | Sisacko-moslavinská      | Velika Ludina        | 41                         |
| Grabrić                      | vesnice | Záhřebská                | Gradec               | 85                         |
| Grabrk                       | vesnice | Karlovacká               | Bosiljevo            | 126                        |
| Grabrov Potok                | vesnice | Sisacko-moslavinská      | Velika Ludina        | 135                        |
| Grabrova                     | vesnice | Přímořsko-gorskokotarská | Mošćenička Draga     | 13                         |
| Grabrovec                    | vesnice | Krapinsko-zagorská       | Zabok                | 655                        |
| Grabrovnica                  | vesnice | Viroviticko-podrávská    | Pitomača             | 467                        |
| Grabrovnik                   | vesnice | Mezimuřská               | Štrigova             | 390                        |
| Grabušić                     | vesnice | Licko-senjská            | Udbina               | 88                         |
| Gračac                       | opčina  | Zadarská                 | Gračac               | 3 063                      |
| Gračac                       | vesnice | Šibenicko-kninská        | Skradin              | 179                        |
| Gračac Slavetićki            | vesnice | Záhřebská                | Jastrebarsko         | 12                         |
| Gračanica Šišinečka          | vesnice | Sisacko-moslavinská      | Glina                | 24                         |
| Gračec                       | vesnice | Záhřebská                | Brckovljani          | 997                        |
| Gračina                      | vesnice | Koprivnicko-križevecká   | Križevci             | 209                        |
| Gračišće                     | opčina  | Istrijská                | Gračišće             | 310                        |
| Gradac                       | opčina  | Splitsko-dalmatská       | Gradac               | 1 308                      |
| Gradac                       | vesnice | Požežsko-slavonská       | Pleternica           | 937                        |
| Gradac                       | vesnice | Šibenicko-kninská        | Ružić                | 317                        |
| Gradac Našički               | vesnice | Osijecko-baranjská       | Našice               | 162                        |
| Gradec                       | opčina  | Záhřebská                | Gradec               | 490                        |
| Gradec Pokupski              | vesnice | Záhřebská                | Pisarovina           | 119                        |
| Gradečki Pavlovec            | vesnice | Záhřebská                | Gradec               | 506                        |
| Gradići                      | vesnice | Záhřebská                | Velika Gorica        | 1 860                      |
| Gradina                      | opčina  | Viroviticko-podrávská    | Gradina              | 972                        |
| Gradina                      | vesnice | Šibenicko-kninská        | Šibenik              | 303                        |
| Gradina                      | vesnice | Istrijská                | Vrsar                | 46                         |
| Gradina Korenička            | vesnice | Licko-senjská            | Plitvička Jezera     | 126                        |
| Gradinje                     | vesnice | Istrijská                | Oprtalj              | 142                        |
| Gradinje                     | vesnice | Istrijská                | Cerovlje             | 43                         |
| Gradinščak                   | vesnice | Mezimuřská               | Sveti Martin na Muri | 210                        |
| Gradišće                     | vesnice | Karlovacká               | Generalski Stol      | 66                         |
| Gradišće                     | vesnice | Istrijská                | Žminj                | 56                         |
| Gradište                     | opčina  | Vukovarsko-sremská       | Gradište             | 3 382                      |
| Gradište                     | vesnice | Požežsko-slavonská       | Kutjevo              | 152                        |
| Gradna                       | vesnice | Záhřebská                | Samobor              | 432                        |
| Gradski Vrhovci              | vesnice | Požežsko-slavonská       | Požega               | 46                         |
| Gradusa Posavska             | vesnice | Sisacko-moslavinská      | Sunja                | 123                        |
| Gramalj                      | vesnice | Přímořsko-gorskokotarská | Skrad                | 0                          |
| Grana                        | vesnice | Varaždinská              | Novi Marof           | 575                        |
| Grančari                     | vesnice | Město Záhřeb             | Brezovica            | 221                        |
| Grandić Breg                 | vesnice | Karlovacká               | Ozalj                | 47                         |
| Grandići                     | vesnice | Istrijská                | Barban               | 123                        |
| Granice                      | vesnice | Osijecko-baranjská       | Našice               | 109                        |
| Granje                       | vesnice | Požežsko-slavonská       | Jakšić               | 108                        |
| Grbajel                      | vesnice | Přímořsko-gorskokotarská | Delnice              | 17                         |
| Grbaševec                    | vesnice | Koprivnicko-križevecká   | Rasinja              | 32                         |
| Grbavac                      | vesnice | Bjelovarsko-bilogorská   | Grubišno Polje       | 230                        |
| Grbavac                      | vesnice | Dubrovnicko-neretvanská  | Župa Dubrovačka      | 100                        |
| Grbe                         | vesnice | Zadarská                 | Nin                  | 190                        |
| Grdak                        | vesnice | Koprivnicko-križevecká   | Sokolovac            | 566                        |
| Grdanjci                     | vesnice | Záhřebská                | Samobor              | 307                        |
| Grdenci                      | vesnice | Krapinsko-zagorská       | Zabok                | 479                        |
| Grdoselo                     | vesnice | Istrijská                | Pazin                | 143                        |
| Grdun                        | vesnice | Karlovacká               | Ozalj                | 160                        |
| Grebaštica                   | vesnice | Šibenicko-kninská        | Šibenik              | 937                        |
| Greda                        | vesnice | Sisacko-moslavinská      | Sisak                | 1 010                      |
| Greda                        | vesnice | Varaždinská              | Maruševec            | 592                        |
| Greda                        | vesnice | Záhřebská                | Vrbovec              | 129                        |
| Greda Breška                 | vesnice | Záhřebská                | Ivanić Grad          | 165                        |
| Greda Sunjska                | vesnice | Sisacko-moslavinská      | Sunja                | 366                        |
| Gredenec                     | vesnice | Krapinsko-zagorská       | Petrovsko            | 117                        |
| Gredice                      | vesnice | Krapinsko-zagorská       | Klanjec              | 349                        |
| Gređani                      | vesnice | Sisacko-moslavinská      | Topusko              | 445                        |
| Gređani                      | vesnice | Brodsko-posávská         | Stara Gradiška       | 173                        |
| Gregurić Breg                | vesnice | Záhřebská                | Samobor              | 117                        |
| Gregurovec                   | vesnice | Krapinsko-zagorská       | Mihovljan            | 390                        |
| Gregurovec                   | vesnice | Koprivnicko-križevecká   | Sveti Petar Orehovec | 262                        |
| Gregurovec                   | vesnice | Krapinsko-zagorská       | Krapinske Toplice    | 130                        |
| Grešćevina                   | vesnice | Varaždinská              | Varaždinske Toplice  | 157                        |
| Grganjica                    | vesnice | Karlovacká               | Duga Resa            | 28                         |
| Grgetići                     | vesnice | Záhřebská                | Žumberak             | 0                          |
| Grginac                      | vesnice | Bjelovarsko-bilogorská   | Veliko Trojstvo      | 273                        |
| Grgurevići                   | vesnice | Brodsko-posávská         | Sibinj               | 122                        |
| Grgurice                     | vesnice | Zadarská                 | Posedarje            | 142                        |
| Grič                         | vesnice | Záhřebská                | Žumberak             | 19                         |
| Griče                        | vesnice | Karlovacká               | Ribnik               | 79                         |
| Grimalda                     | vesnice | Istrijská                | Cerovlje             | 78                         |
| Grižane-Belgrad              | vesnice | Přímořsko-gorskokotarská | Vinodolska Općina    | 934                        |
| Grižići                      | vesnice | Brodsko-posávská         | Sibinj               | 120                        |
| Grkaveščak                   | vesnice | Mezimuřská               | Sveti Martin na Muri | 144                        |
| Grkine                       | vesnice | Koprivnicko-križevecká   | Đurđevac             | 131                        |
| Grletinec                    | vesnice | Krapinsko-zagorská       | Hum na Sutli         | 217                        |
| Grmov                        | vesnice | Přímořsko-gorskokotarská | Cres                 | 2                          |
| Grmušani                     | vesnice | Sisacko-moslavinská      | Dvor                 | 142                        |
| Grobnik                      | vesnice | Přímořsko-gorskokotarská | Čavle                | 421                        |
| Grobnik                      | vesnice | Karlovacká               | Slunj                | 20                         |
| Grobnik                      | vesnice | Istrijská                | Pićan                | 17                         |
| Grohot                       | vesnice | Krapinsko-zagorská       | Desinić              | 32                         |
| Grohote                      | vesnice | Splitsko-dalmatská       | Šolta                | 425                        |
| Gromača                      | vesnice | Dubrovnicko-neretvanská  | Dubrovnik            | 146                        |
| Gromačnik                    | vesnice | Brodsko-posávská         | Sibinj               | 556                        |
| Gromin Dolac                 | vesnice | Splitsko-dalmatská       | Jelsa                | 4                          |
| Grožnjan                     | opčina  | Istrijská                | Grožnjan             | 185                        |
| Gršćaki                      | vesnice | Karlovacká               | Duga Resa            | 105                        |
| Grtovec                      | vesnice | Krapinsko-zagorská       | Budinščina           | 396                        |
| Grubići                      | vesnice | Istrijská                | Vižinada             | 32                         |
| Grubine                      | vesnice | Splitsko-dalmatská       | Podbablje            | 1 010                      |
| Grubišno Polje               | město   | Bjelovarsko-bilogorská   | Grubišno Polje       | 2 917                      |
| Gruda                        | vesnice | Dubrovnicko-neretvanská  | Konavle              | 741                        |
| Grudnjak                     | vesnice | Viroviticko-podrávská    | Zdenci               | 23                         |
| Gržini                       | vesnice | Istrijská                | Žminj                | 147                        |
| Gubaševo                     | vesnice | Krapinsko-zagorská       | Zabok                | 253                        |
| Gubavčevo Polje              | vesnice | Zadarská                 | Gračac               | 3                          |
| Guci Draganički              | vesnice | Záhřebská                | Jastrebarsko         | 385                        |
| Guče Selo                    | vesnice | Přímořsko-gorskokotarská | Delnice              | 27                         |
| Gudalji                      | vesnice | Karlovacká               | Ozalj                | 1                          |
| Gudci                        | vesnice | Záhřebská                | Velika Gorica        | 374                        |
| Gudovac                      | vesnice | Bjelovarsko-bilogorská   | Bjelovar             | 1 107                      |
| Gulići                       | vesnice | Istrijská                | Poreč                | 100                        |
| Gundinci                     | opčina  | Brodsko-posávská         | Gundinci             | 2 027                      |
| Gunja                        | opčina  | Vukovarsko-sremská       | Gunja                | 3 732                      |
| Gunjavci                     | vesnice | Brodsko-posávská         | Rešetari             | 424                        |
| Gusakovec                    | vesnice | Krapinsko-zagorská       | Gornja Stubica       | 229                        |
| Gustelnica                   | vesnice | Záhřebská                | Velika Gorica        | 118                        |
| Gusti Laz                    | vesnice | Přímořsko-gorskokotarská | Delnice              | 4                          |
| Gustirna                     | vesnice | Splitsko-dalmatská       | Marina               | 370                        |
| Gušće                        | vesnice | Sisacko-moslavinská      | Sisak                | 498                        |
| Guščerovec                   | vesnice | Koprivnicko-križevecká   | Sveti Petar Orehovec | 176                        |
| Gvozdanska                   | vesnice | Viroviticko-podrávská    | Suhopolje            | 47                         |
| Gvozdansko                   | vesnice | Sisacko-moslavinská      | Dvor                 | 69                         |